# 1641 год в России
Царствование: Михаила Фёдоровича

## События
- 1637—1642 — Азовское сидение[1].    
  - Лето — турецкий султан Ибрагим I, завершив войну с Персией, двинул армию на Азов (до 100 тыс. чел.) под командованием сераскира Хусейн-Дали и флот Пиял-паши (45 галер и др. суда). Казаки (5,5 тыс. чел. с т.ч. 800 женщин) под руководством атамана Осипа Петрова отказались сдаться и послали султану язвительное письмо[1].
  - 24 июня [4 июля] — 26 сентября [6 октября] — казаки отказались сдаться, они отразили 24 турецких приступа, 4 раза сносили штурмовые укрепления, нанесли туркам громадный урон[1][2].
  - 26 сентября (6 октября) — турки были принуждены отступить от Азова[1].
  - Казаки просили царя Михаила Фёдоровича включить Азов в состав Русского государства[1].
- Экспедиция Семёна Дежнёва[3]:
  - Август — Дежнёв Семён Иванович в составе экспедиции под руководством Стадухина Михаила Васильевича (16 чел.) отправились на р. Оймякон (бассеин р. Индигирка), с целью сбора ясака с приведённых в российское подданство "иноземцев" и "проведывание" новых земель[3].
- Землепроходец Маломолка А.З. обнаружил Становой хребет, Алданское нагорье и проследил течение реки Алдан[4].
- Али, сын хана Кучума, захваченный в плен в 1608 году переведён под надзор в Касимов[5].
- Царский указ о повышении урочных лет до 10 для беглых крестьян и до 15 — для увезённых[6].
- Пожалование Думным дворянином: Бирнин Иван Васильевич[7].
- Пожалованы окольничеством: Вельяминов Мирон Андреевич, Волконский Григорий Константинович[7].
- Пожалованы боярством: Шереметев Василий Петрович, Салтыков Михаил Михайлович[7].

## Города и поселения
- Основание города Саранска — столицы Республики Мордовия.
- Основание на Атемарской засечной [защитной] черте юго-восточной окраины государства (укреплённая линия Белгород—Симбирск) крепости Саранска[8].
- Основан Ачинский острог (сов. Ачинск) (см. 1683 год)[9].
- 1640—1643 — перестраивалась крепость в городе Шенкурск[10].
- Возведён новый Обдорский острог (сов. г. Салехард) (см. 1595 год)[11].

## .Руководители приказов
| Года      | Приказ                | Ф,И,О главы               | Примечания          |
| --------- | --------------------- | ------------------------- | ------------------- |
| 1622-1642 | Большой казны         | Черкасский Иван Борисович | За исключением 1638 |
| 1622-1642 | Иноземский приказ     | Черкасский Иван Борисович |                     |
| 1622-1642 | Стрелецкий приказ     | Черкасский Иван Борисович |                     |
| 1630-1661 | Разрядный приказ      | Гавренёв Иван Афанасьевич | Думный дьяк         |
| 1639-1641 | Печатный приказ       | Гавренёв Иван Афанасьевич | Думный дьяк         |
| 1639-1645 | Владимирского судного | Шереметев Иван Петрович   | Боярин              |
| 1639-1645 | Сбора ратных людей    | Шереметев Иван Петрович   | Боярин              |
| 1638-1646 | Аптекарский приказ    | Шереметев Фёдор Иванович  | Боярин              |

## Воеводы[15]
| Года      | Город         | Ф,И,О воеводы                | Примечания |
| --------- | ------------- | ---------------------------- | ---------- |
| 1640-1641 | Арзамас       | Загряжский Иван Иевлевич     |            |
| 1640-1642 | Астрахань     | Одоевский Никита Иванович    | Боярин     |
| 1640-1641 | Болхов        | Измайлов Михаил Фёдорович    |            |
| 1636-1641 | Царёв-Борисов | Кокошкин Семён               | Приказной  |
| 1641      | Царёв-Борисов | Климентьев Алексей Данилович |            |
| 1641      | Брянск        | Колычев Алексей Дмитриевич   |            |
| 1637-1641 | Бежецк        | Елецкий Василий Васильевич   |            |
| 1640-1642 | Белгород      | Леонтьев Замятня Фёдорович   |            |

## Правление
Список глав государств в 1641 году

## Родились
- Афанасий (Любимов) (1641, Тюмень — 5 [16] сентября 1702, Холмогоры) — епископ Русской церкви, первый епископ Холмогорский и Важский, духовный писатель и полемист.
- Виниус, Андрей Андреевич (4 июня 1641, Москва — 1717, там же) — государственный деятель эпохи Петра I.
- Сильвестр (Медведев) (21 [31] января 1641, Курск — 11 [21] февраля 1691, Сергиев Посад) — книгохранитель Московского печатного двора, духовный писатель и придворный поэт.
- Украинцев, Емельян Игнатьевич (1641 — 12 сентября 1708, Эгер, Венгрия) — думный дьяк, посланник и посол, глава Посольского приказа (1689—1697).

## Умерли
- Волконский, Иван Фёдорович Чермный (ум. 1641) — сын боярский и голова, затем воевода.
- Пожарский, Дмитрий Петрович Лопата (ум. 1641) — военный и государственный деятель.